# Pseudopoda zhangi
Pseudopoda zhangi là một loài nhện trong họ Sparassidae.
Loài này thuộc chi Pseudopoda. Pseudopoda zhangi được miêu tả năm 2008 bởi Fu & Zhu.